# Mare Imbrium
Il mare Imbrium, dal latino ("mare delle Piogge"), è un vasto mare lunare. Con un diametro di circa 1115 km è secondo solo all'Oceanus Procellarum per dimensione tra i mari, ed è quello più grande associato con i crateri da impatto. L'Apollo 15 è atterrato nella parte sud-ovest del mare Imbrium.
L'età del mare Imbrium è tra 3700 e i 3900 milioni di anni, ed è quello più giovane eccetto il Mare Orientale.

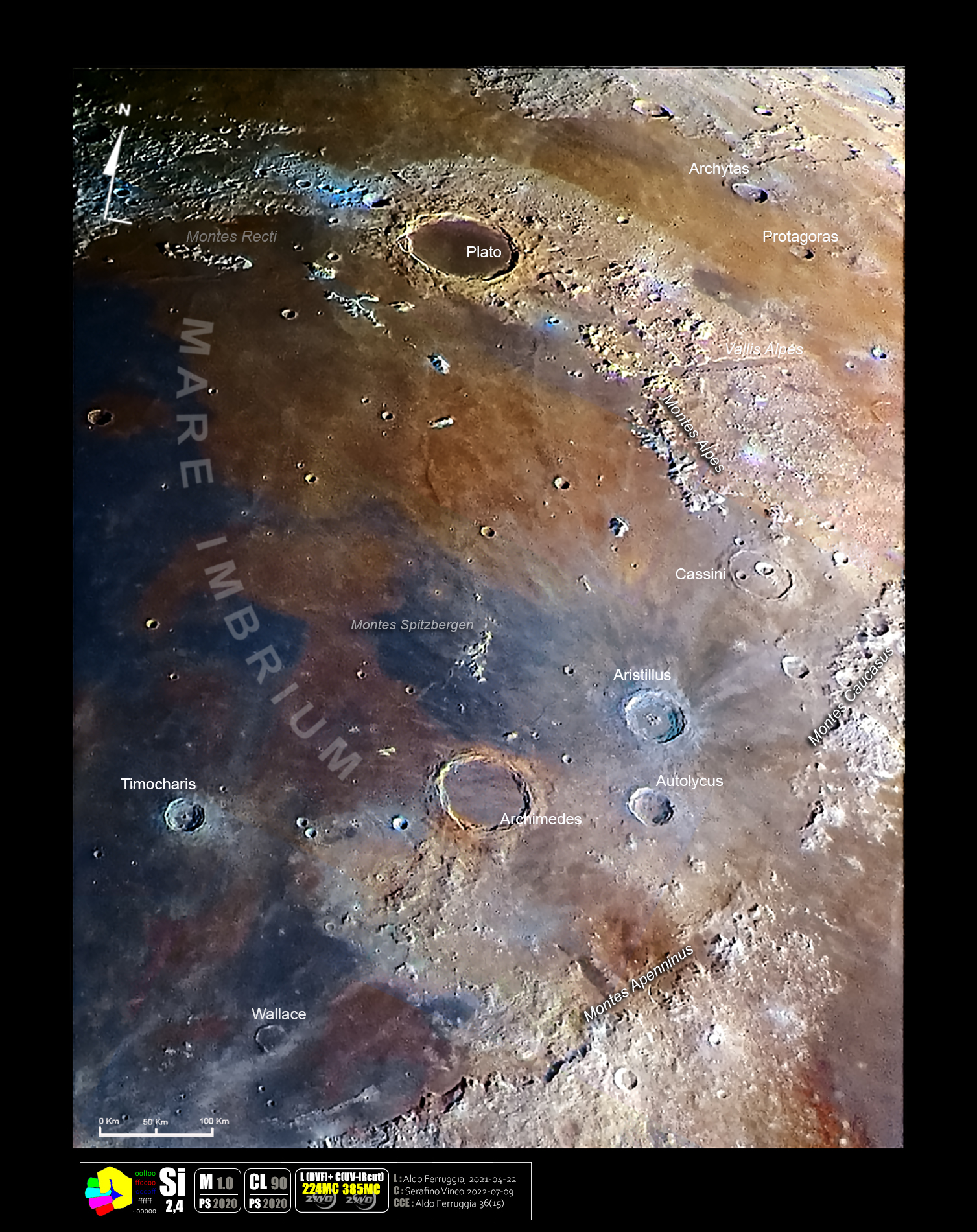
L'area di Mare Imbrium in immagine selenocromatica

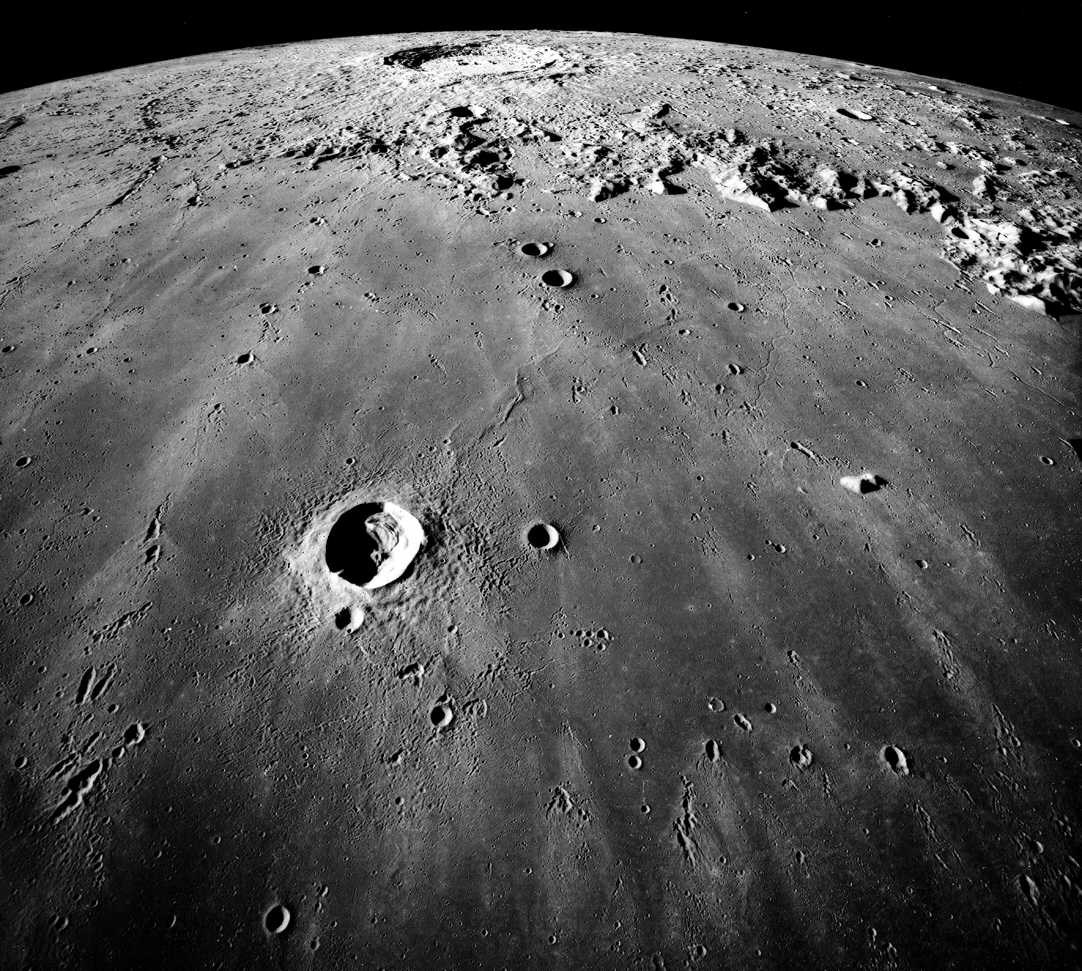
Il mare Imbrium e il Cratere Copernico visti dall'Apollo 17

Il cratere è circondato da tre cerchi concentrici di montagne, generate dal colossale impatto che ha generato anche il cratere stesso. L'anello di montagne più esterno ha un diametro di 1300 km ed è diviso in numerose catene separate: i Montes Carpatus a sud, i Montes Apenninus a sudovest e i Montes Caucasus ad est. Le montagne della parte nordovest dell'anello non sono così ben sviluppate. L'anello intermedio forma i Montes Alpes e le regioni montagnose vicino ai crateri Archimede e Plato. L'anello più interno, che ha un diametro di 600 km, è stato per la maggior parte sommerso dal basalto del mare lasciando sporgere solo alcune colline che formano una figura approssimativamente circolare.
La regione attorno al bacino dell'Imbrium è coperta da materiale proiettato via dall'impatto fino ad una distanza di 800 km. Attorno al bacino si trova una serie di incisioni radiali chiamate la scultura dell'Imbrium, che sono state interpretate come solchi lasciati sulla superficie lunare da grandi massi espulsi durante l'impatto quasi orizzontalmente, che hanno strusciato contro il suolo. Inoltre, su tutta la superficie lunare si possono riconoscere strutture sia radiali che concentriche al bacino dell'Imbrium, formatesi al momento dell'impatto: l'evento scosse letteralmente l'intera litosfera lunare. Nella regione lunare esattamente agli antipodi del Mare Imbrium si trova una regione di terreno caotico, che si pensa si sia formata quando le onde sismiche causate dall'impatto si sono riunite dopo aver attraversato l'intera Luna provocando in quel punto un gigantesco terremoto.